# Manfred Schitthof
Manfred Schitthof (* 1946; † 2003) war ein deutscher Basketballnationalspieler.

## Laufbahn
Schitthof, dessen Stammverein der VfL Bad Kreuznach war, bestritt Länderspiele für die bundesdeutsche Junioren- und für die A-Nationalmannschaft.
Auf Vereinsebene spielte der Aufbauspieler auch für Grün-Weiß Frankfurt, 1972 wechselte er innerhalb der Basketball-Bundesliga vom USC Mainz zum 1. FC Bamberg und war in der Saison 1972/73 drittbester Punktesammler Bambergs (286 Zähler).
1974 verließ Schitthof die Bamberger. Er kehrte zum VfL Bad Kreuznach zurück und wurde dort Spielertrainer der Herrenmannschaft, die unter seiner Leitung bis in die Regionalliga aufstieg. Ab 1980 konzentrierte er sich auf Trainerämter, die er in den folgenden Jahren unter anderem in Kaiserslautern, Mainz und Kirchheimbolanden ausübte.